# Александровац (Жабари)
Александровац је насеље у Србији у општини Жабари у Браничевском округу. Према попису из 2022. било је 1192 становника. Стари назив насеља је Прово.
Овде се налази Црква Светог Николе у Александровцу.

## Демографија
У Александровцу пожаревачком живи 1268 пунолетних становника, а просечна старост становништва износи 44,7 година (42,6 код мушкараца и 46,6 код жена). У насељу има 542 домаћинства, а просечан број чланова по домаћинству је 2,85.
Ово насеље је великим делом насељено Србима (према попису из 2002. године), а у последња три пописа, примећен је пад у броју становника.
|  |

| Демографија | Демографија | Демографија |
| Година      | Становника  | Становника  |
| ----------- | ----------- | ----------- |
| 1948.       | 2.855       |             |
| 1953.       | 2.906       |             |
| 1961.       | 2.731       |             |
| 1971.       | 2.377       |             |
| 1981.       | 2.220       |             |
| 1991.       | 1.956       | 1.790       |
| 2002.       | 1.546       | 1.829       |
| 2011.       | 1.414       |             |

| Етнички састав према попису из 2002.‍ | Етнички састав према попису из 2002.‍ | Етнички састав према попису из 2002.‍ | Етнички састав према попису из 2002.‍ | Етнички састав према попису из 2002.‍ |
| ------------------------------------ | ------------------------------------ | ------------------------------------ | ------------------------------------ | ------------------------------------ |
|                                      |                                      |                                      |                                      |                                      |
| Срби                                 | Срби                                 |                                      | 1.517                                | 98,12%                               |
| Румуни                               | Румуни                               |                                      | 8                                    | 0,51%                                |
| Црногорци                            | Црногорци                            |                                      | 2                                    | 0,12%                                |
| Хрвати                               | Хрвати                               |                                      | 2                                    | 0,12%                                |
| Македонци                            | Македонци                            |                                      | 2                                    | 0,12%                                |
| Украјинци                            | Украјинци                            |                                      | 1                                    | 0,06%                                |
| Мађари                               | Мађари                               |                                      | 1                                    | 0,06%                                |
| Власи                                | Власи                                |                                      | 1                                    | 0,06%                                |
| Албанци                              | Албанци                              |                                      | 1                                    | 0,06%                                |
| непознато                            | непознато                            |                                      | 9                                    | 0,58%                                |

| Година пописа     | 1948. | 1953. | 1961. | 1971. | 1981. | 1991. | 2002. |
| ----------------- | ----- | ----- | ----- | ----- | ----- | ----- | ----- |
| Број домаћинстава | 684   | 710   | 751   | 725   | 690   | 605   | 542   |

| Број чланова      | 1   | 2   | 3  | 4  | 5  | 6  | 7 | 8 | 9 | 10 и више | Просек |
| ----------------- | --- | --- | -- | -- | -- | -- | - | - | - | --------- | ------ |
| Број домаћинстава | 146 | 138 | 82 | 64 | 69 | 29 | 9 | 5 | 0 | 0         | 2,85   |

| Пол    | Укупно | Неожењен/Неудата | Ожењен/Удата | Удовац/Удовица | Разведен/Разведена | Непознато |
| ------ | ------ | ---------------- | ------------ | -------------- | ------------------ | --------- |
| Мушки  | 628    | 168              | 386          | 44             | 29                 | 1         |
| Женски | 694    | 97               | 389          | 167            | 38                 | 3         |
| УКУПНО | 1.322  | 265              | 775          | 211            | 67                 | 4         |

| Пол    | Укупно                    | Пољопривреда, лов и шумарство | Рибарство                            | Вађење руде и камена | Прерађивачка индустрија       |
| ------ | ------------------------- | ----------------------------- | ------------------------------------ | -------------------- | ----------------------------- |
| Мушки  | 312                       | 124                           | 0                                    | 4                    | 58                            |
| Женски | 219                       | 106                           | 0                                    | 0                    | 28                            |
| УКУПНО | 531                       | 230                           | 0                                    | 4                    | 86                            |
| Пол    | Производња и снабдевање   | Грађевинарство                | Трговина                             | Хотели и ресторани   | Саобраћај, складиштење и везе |
| Мушки  | 8                         | 11                            | 47                                   | 3                    | 13                            |
| Женски | 0                         | 0                             | 28                                   | 3                    | 2                             |
| УКУПНО | 8                         | 11                            | 75                                   | 6                    | 15                            |
| Пол    | Финансијско посредовање   | Некретнине                    | Државна управа и одбрана             | Образовање           | Здравствени и социјални рад   |
| Мушки  | 1                         | 3                             | 10                                   | 5                    | 2                             |
| Женски | 6                         | 2                             | 5                                    | 12                   | 19                            |
| УКУПНО | 7                         | 5                             | 15                                   | 17                   | 21                            |
| Пол    | Остале услужне активности | Приватна домаћинства          | Екстериторијалне организације и тела | Непознато            | Непознато                     |
| Мушки  | 11                        | 0                             | 0                                    | 12                   | 12                            |
| Женски | 2                         | 0                             | 0                                    | 6                    | 6                             |
| УКУПНО | 13                        | 0                             | 0                                    | 18                   | 18                            |